# Abietadien hidroksilaza
Abietadien hidroksilaza (EC 1.14.13.108, abietadienska hidroksilaza (nespecifična)) je enzim sa sistematskim imenom abieta-7,13-dien,NADPH:kiseonik oksidoreduktaza (18-hidroksilacija). Ovaj enzim katalizuje sledeću hemijsku reakciju
abieta-7,13-dien + NADPH + H+ + O2 {\displaystyle \rightleftharpoons } abieta-7,13-dien-18-ol + NADP+ + 2O
Ovaj enzim je hem-tiolatni protein (P-450). On učestvuje u biosintezi abietinske kiseline.

## Literatura
- Nicholas C. Price; Lewis Stevens (1999). Fundamentals of Enzymology: The Cell and Molecular Biology of Catalytic Proteins (Third изд.). USA: Oxford University Press. ISBN 019850229X.
- Eric J. Toone (2006). Advances in Enzymology and Related Areas of Molecular Biology, Protein Evolution (Volume 75 изд.). Wiley-Interscience. ISBN 0471205036.
- Branden C; Tooze J. Introduction to Protein Structure. New York, NY: Garland Publishing. ISBN 0-8153-2305-0.
- Irwin H. Segel. Enzyme Kinetics: Behavior and Analysis of Rapid Equilibrium and Steady-State Enzyme Systems (Book 44 изд.). Wiley Classics Library. ISBN 0471303097.

## Spoljašnje veze
- Abietadiene+hydroxylase на 